# Plantarna mišica
Plantarna mišica ali struna (latinsko musculus plantaris) je mišica, ki se nahaja med dvoglavo mečno mišico in veliko mečno mišico na zadnji strani goleni. Izvira iz lateralnega kondila stegnenice in se spaja skupaj s kito troglave mečne mišice. Ima kratko glavo ter izredno dolgo kito. Po funkciji je rudimentarna mišica (nepopolno razvita oz. delno zakrnela), ki ojačuje delovanje troglave mečne mišice.
Mišico oživčuje tibialni živec (S1-S2). 

## Medicinski pomen
Kljub svoji majhnosti lahko med tekom ali skokom pri iztegnjenemu kolenu pride do poškodbe mišice, kar se včasih imenuje tudi »teniška noga«. Pri tem se pojavijo bolečine, še posebej pri fleksiji goleni in plantarni fleksiji stopala, poleg tega pa se lahko pojavi oteklina do stopala.
Kita plantarne mišice je v kirurgiji pogosto izrabljena za rekonstrukcijo poškodovanih ligamentov in kit v drugih deli človeškega telesa.